# Belsay Hall

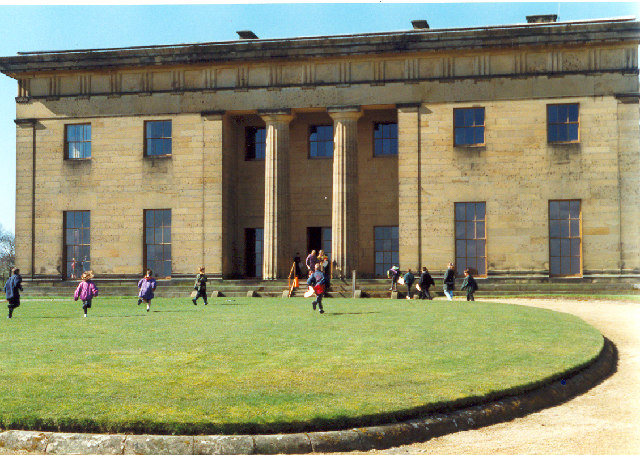
Belsay Hall

Belsay Hall ist ein Landhaus aus dem 19. Jahrhundert in Belsay in der englischen Grafschaft Northumberland. English Heritage hat es als historisches Gebäude I. Grades gelistet.

## Geschichte

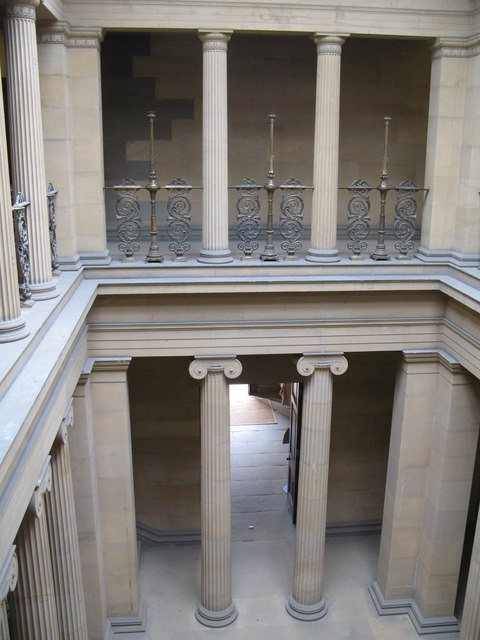
Säulenhallenatrium in Belsay Hall

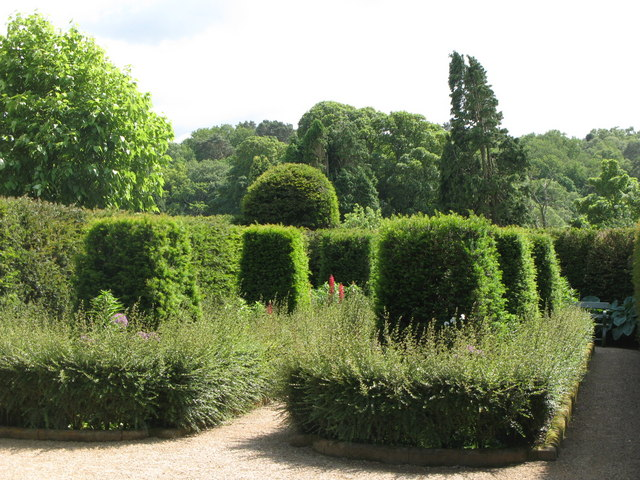
Der Eibengarten in Belsay Hall

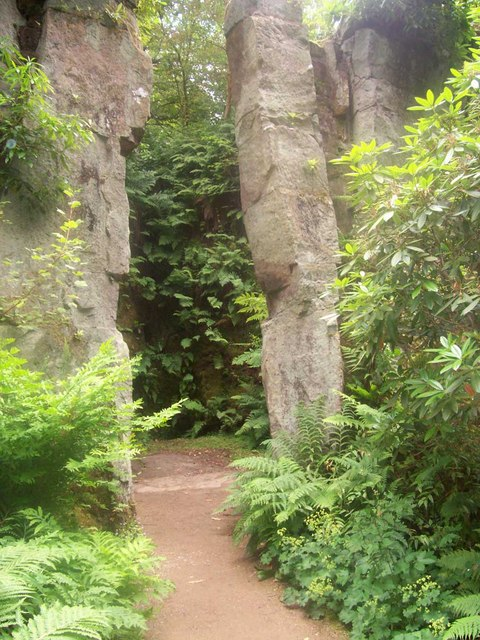
Quarry Garden in Belsay Hall

Das Haus wurde von 1810 bis 1817 für Sir Charles Monck, der damals im nahegelegenen Belsay Castle wohnte, nach den Plänen des Architekten John Dobson gebaut. Es wurde in Werkstein errichtet und hat ein Lakeland-Schieferdach im dorischen Stil.
Das Haus hat eine Grundfläche von 30 m × 30 m, wobei an der Nordseite ein niedrigerer Küchentrakt angebaut wurde. Von außen sieht es aus, wie ein zweistöckiges Haus, aber im Dachaufbau ist ein weiteres Geschoss verborgen, das für die Dienerschaft usw. gedacht war.
In den 1970er-Jahren war die Dienerseite des Hauses stark von Braunfäule befallen. Nach der Sanierung hat man diesen Teil als wetterdichte Schale belassen, um darzustellen, wie das Haus gebaut war. Belsay Hall war der Sitz der Familie Middleton bis 1962.

## Heute
Die gesamte Belsay Hall ist nicht möbliert und wird in einem Zustand von gutartigem Verfall gehalten, wobei notwendige Reparaturarbeiten nur an der Gebäudestruktur durchgeführt werden. Dies ermöglicht die Nutzung des Hauses für die jeden Sommer stattfindenden Kunstinstallationen.
Belsay Hall wird von English Heritage verwaltet und ist öffentlich zugänglich. Die Haus ist von ausgedehnten formellen und naturalistischen Gärten umgeben, wie z. B. dem Quarry Garden und aufwendig gestalteten Rhododendron-Anpflanzungen.
2024 betrug die Besucherzahl etwa 103.000 Personen.

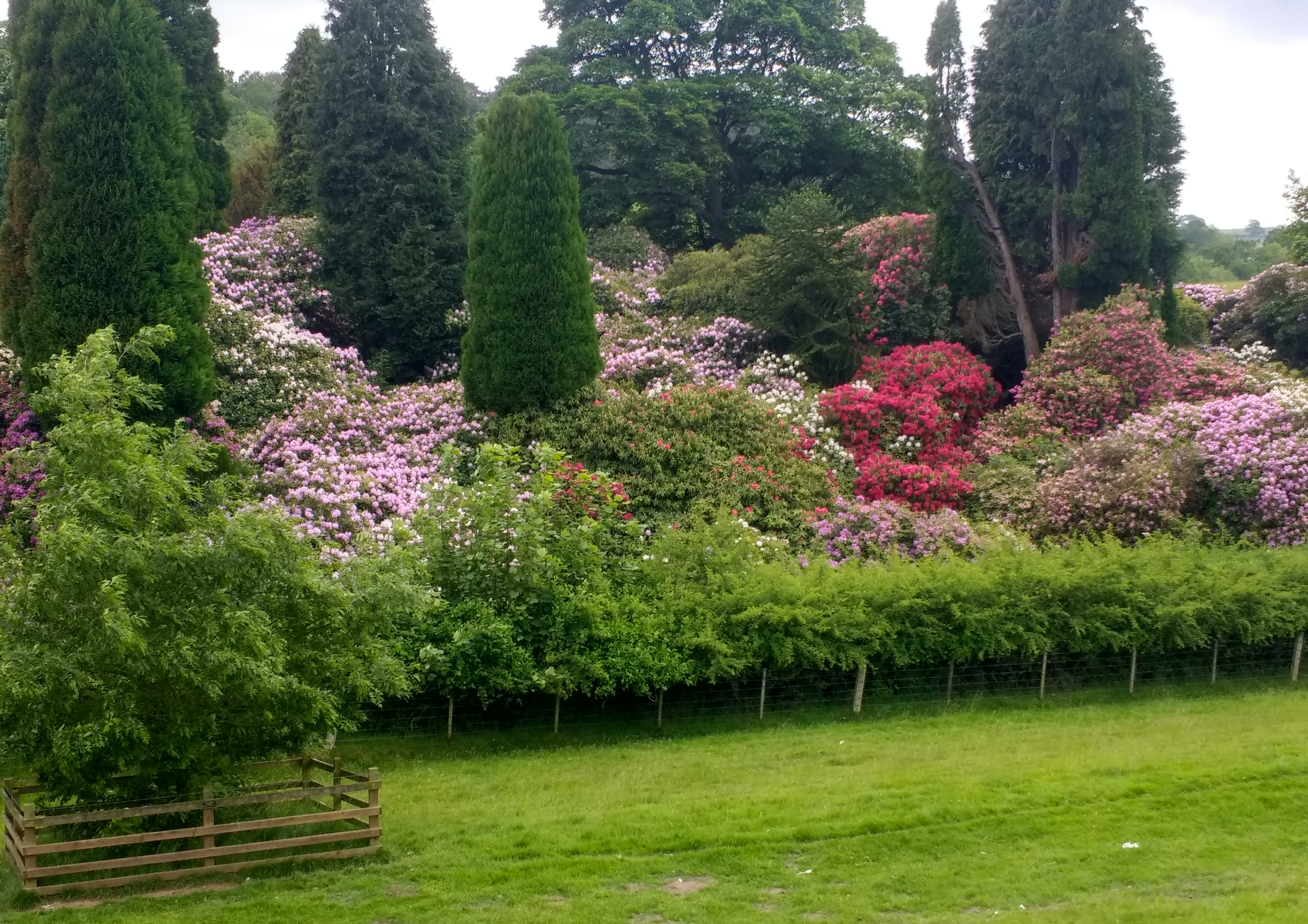